# Long drink

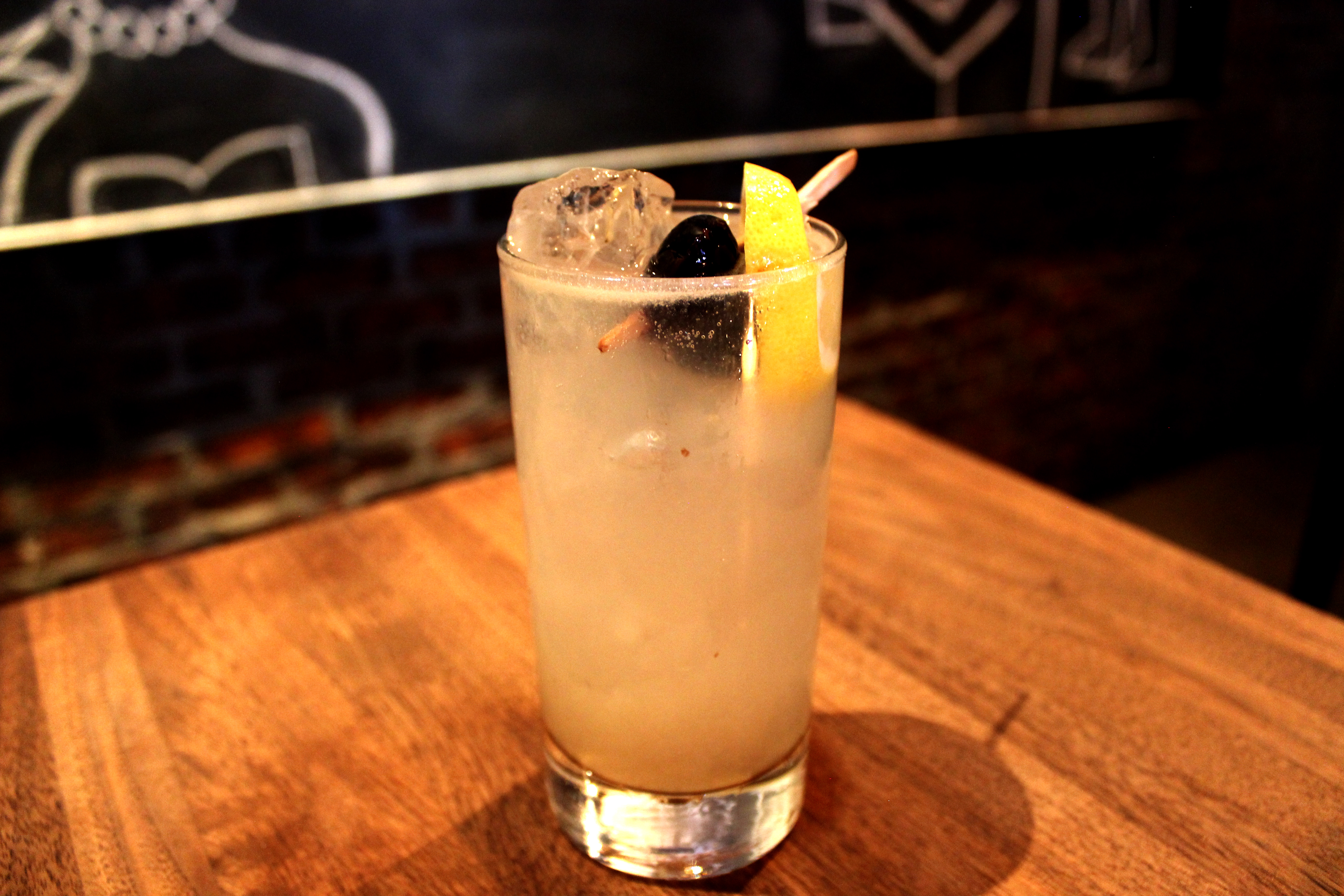
Классический лонг-дринк «Том Коллинз»

Лонг-дринк (англ. long drink, дословно «долгий напиток») — алкогольный коктейль достаточно большого объёма (более 120 мл, средний объём — 160—400 мл). Обычно готовится с большим количеством льда, поэтому пьётся долго, по мере его таяния, через трубочку.

## Финский лонг-дринк
В Финляндии термин «лонг-дринк» (фин. lonkero) относится к коктейлю, приготовленному из джина и, чаще всего, грейпфрутовой содовой. В Финляндии лонг-дринк повсеместно доступен как в магазинах, так и в ресторанах, обычно на разлив. Он был популяризирован перед летними Олимпийскими играми в Хельсинки в 1952 году, когда ради ожидавшегося наплыва туристов было создано два напитка в индивидуальной упаковке — Gin Long Drink и Brandy Long Drink.

## Известные лонг-дринки

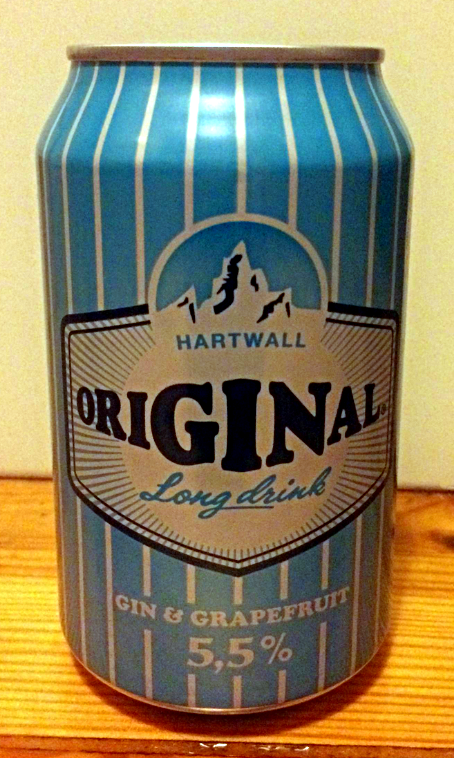
Лонкеро

- Джин-тоник
- Кайпиринья
- Куба либре
- Лумумба
- Московский мул
- Мохито
- Пина колада
- Отвёртка